# 뻐꾸기 (2002년 영화)
뻐꾸기(러시아어: Кукушка, 영어: The Cuckoo)는 러시아 연방에서 제작된 알렉산드르 로고즈킨 감독의 2002년 영화이다. 빌레 하파살로 등이 주연으로 출연하였다.

## 출연

### 주연
- 빌레 하파살로

## 제작진
- 미술: 블라디미르 스벳토자로브